# Torre de Hoz
La torre de Hoz o casa-torre de la Hoz es una construcción del siglo XVI ubicada en Laredo (España), protegida como bien de interés cultural desde 1971 junto con toda la Puebla Vieja de Laredo.